# Davide Grittani

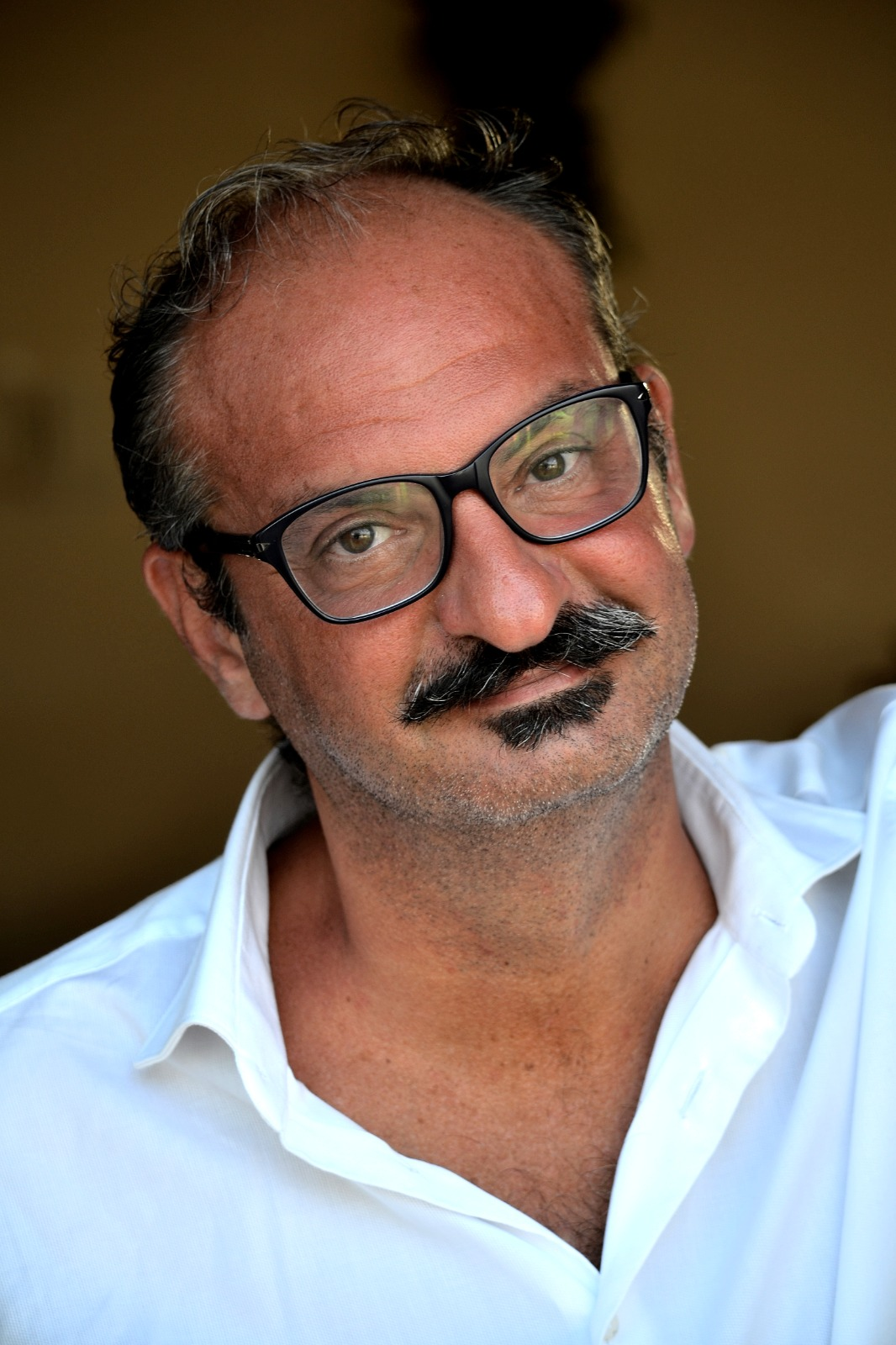
Davide Grittani (foto Nicky Persico)

Davide Grittani (Foggia, 14 giugno 1970) è un giornalista e scrittore italiano.

## Biografia
Dal 1990 al 1993 ha studiato all'Accademia di Comunicazione di Milano diplomandosi con una tesi sul giornalismo letterario di Dino Buzzati (tra i suoi docenti anche Saverio Vertone e Vittorio Corona). Ha prima collaborato e poi diretto il settimanale Viveur (1994/2000) e ha lavorato al quotidiano La Gazzetta del Mezzogiorno (2000/14). 

Di lui si sono occupati a vario titolo Alessandro Piva, Giorgio Bàrberi Squarotti, Giampaolo Rugarli, Dacia Maraini, Ettore Mo, Corrado Augias, Marcello Sorgi, Wanda Marasco, Andrea Purgatori, Massimo Canalini, Fabio Geda, Roberto Pazzi, Mario Sansone, Furio Colombo, Margaret Mazzantini, Andrea Carraro, Valeria Viganò, Valentina Fortichiari, Piergiorgio Paterlini, Roberto Saviano, Lia Levi, Vanni Santoni, Antonio Pascale e Sergio Nelli definendolo «una tra le voci più interessanti della narrativa italiana ispirata da fatti di cronaca». 

Editorialista del Corriere del Mezzogiorno e collaboratore del Corriere della Sera, dirige il periodico di sicurezza e sostenibilità alimentare BLab Magazine ed è consulente di diverse case editrici. È componente della Federazione Unitaria Italiana Scrittori.

## Attività culturale

### Il progettoWritten in Italy
Su incarico del Ministero degli Affari Esteri, dal 2006 al 2016 ha curato la prima mostra della letteratura italiana tradotta in altre lingue Written in Italy. Dopo aver raccolto oltre 4000 traduzioni dall'Italiano pubblicate dal 1200 al 2010, in rappresentanza di 850 autori, 56 lingue e 28 alfabeti, la mostra è stata esposta in 26 Paesi di tutti i continenti, facendo registrare più di 9000 visitatori: ancora oggi è l'unico tentativo istituzionale di strutturare flussi, dinamiche e processi di traduzione della lingua italiana all'estero. Alla costituzione della biblioteca di Written in Italy hanno partecipato oltre 150 tra editori, fondazioni, istituti culturali, autori, agenzie letterarie, eredi e traduttori: al termine delle esposizioni, il nucleo più consistente della biblioteca è stato donato alla Fondazione per il libro, la musica e la cultura. Per le sue finalità culturali, nel 2010 al progetto Written in Italy è stato assegnato il premio Maria Grazia Cutuli.

## Produzione letteraria

### La rampicante
Tratto da una storia vera avvenuta in Friuli nel 1992 – la morte di un esponente della banda del Brenta, che donò gli organi a chi dopo averne scoperto la provenienza si suicidò per "incompatibilità personale" -, il romanzo La rampicante (LiberAria, Bari 2018) si occupa dell'etica del dono. Con oltre 100 presentazioni in Italia, 14 tra premi e riconoscimenti, oltre 200 recensioni e l’adozione di alcune sezioni regionali e territoriali dell'Aido], il romanzo è divenuto un piccolo caso dell’editoria indipendente degli ultimi anni. Per i suoi contenuti è stato ritenuto «opera di interesse sociale» dal Dipartimento per l'informazione e l'editoria della Presidenza del Consiglio dei ministri.
(Dacia Maraini)

### La bambina dagli occhi d'oliva
Ispirandosi anche in questo caso a un episodio realmente accaduto – nel rione Prati di Roma, tra il 1972 e il 1978 -, La bambina dagli occhi d'oliva (Arkadia Editore, Cagliari 2021) è un romanzo sulle omissioni degli adulti nei confronti dell'infanzia e dell'adolescenza. I fatti che l'hanno ispirato raccontano che, durante dei lavori di ristrutturazione in un appartamento del centro, emersero sui muri disegni inquietanti verosimilmente realizzati da bambini che avevano subito abusi o violenze. Alcuni critici hanno individuato quei fatti come la genesi di Profondo rosso, il film capolavoro di Dario Argento. 
(Dario Argento)

### Il gregge
Ne Il gregge (Alter Ego Edizioni, Viterbo 2024) si racconta delle nevrosi e delle aberrazioni delle campagne elettorali, allegorie della mediocrità elevata a modello etico ed estetico delle società contemporanee. Un piccolo branco di vecchi compagni di classe si ritrova per sostenere con ogni mezzo possibile la candidatura di un impresentabile, scoprendo che la loro metamorfosi (da branco goliardico in gregge fanatico e razzista) è avvenuta senza che se ne accorgessero. Anche in questo caso partendo da una storia vera, Davide Grittani analizza il vuoto valoriale che minaccia la democrazia rappresentativa.
(Roberto Saviano)

## Opere

### Romanzi
- Rondò (Una storia d'amore, tarocchi e vino), Transeuropa, Ancona, 1998; postfazione di Giampaolo Rugarli
- E invece io, Biblioteca del Vascello, Torino, 2016; II e III edizione 2017
- La rampicante, LiberAria, Bari, 2018; II e III edizione 2019
- La bambina dagli occhi d’oliva, Arkadia Editore, Cagliari, 2021
- Il gregge, Alter Ego Edizioni, Viterbo, 2024

### Altro
- C'era un Paese che invidiavano tutti, Transeuropa, Massa, 2011; prefazione di Ettore Mo, con un contributo di Dacia Maraini
- Cos'è rimasto di Pier Paolo. Cosa resterà di Pasolini, Achab, Volume 12, 2022
- Nemesi d’amore e di anarchia, Baldini&Castoldi, Milano, 2024; di Daniele Sanzone, postfazione di Laura Valente, racconti di Riccardo Brun, Massimo Cacciapuoti, Luigi Romolo Carrino, Amleto De Silva, Soumaila Diawara, Raffaella R. Ferré, Maria Fortuna, Anna Maria Gehnyei, Davide Grittani, Valentina Maran, Fuani Marino, Antonio Menna, Antonella Ossorio, Marco Rovelli, Valeria Parrella, Enrico Remmert, Gianni Solla e Pietro Varriale

### Curatele
- Ore a caso, Giacomo Beck e Matteo Maffucci, Utopia Edizioni, Foggia, 1998
- Ragazze killer, Sergio De Nicola, Utopia Edizioni, Foggia, 2000
- Estate italiana, Sergio Nelli, Les Flaneurs Edizioni, collana "Élite", Bari, 2020
- Toscana. L'atelier della bestemmia, Les Flaneurs Edizioni, collana Dispacci Italiani, vol. 1, Bari, 2020
- Nel mare di Lombardia, Les Flaneurs Edizioni, collana Dispacci Italiani, vol. 2, Bari, 2021
- Puglia. La sposa promessa, Les Flaneurs Edizioni, collana Dispacci Italiani, vol. 3, Bari, 2021
- Lazio. C'è vita oltre il raccordo, Les Flaneurs Edizioni, collana Dispacci Italiani, vol. 4, Bari, 2022
- Emilia Romagna. La religione della cura, Les Flaneurs Edizioni, collana Dispacci Italiani, vol. 5, Bari, 2022
- Campania. Una risata ci seppellirà, Les Flaneurs Edizioni, collana Dispacci Italiani, vol. 6, Bari, 2023

## Premi e riconoscimenti
- 1993 – Finalista Premio Città di Penne per poesie inedite (presidenti di giuria Mario Sansone e Vincenzo Cappelletti)
- 1994 – Finalista Premio Città di Penne per poesie inedite (presidenti di giuria Mario Sansone e Vincenzo Cappelletti)
- 1996 – Finalista Premio Città di Penne per poesie inedite (presidenti di giuria Mario Sansone e Vincenzo Cappelletti)
- 1996 – Premio Gran Giallo Città di Cattolica (categoria "miglior esordiente") per racconti inediti
- 1999 – Premio Città di Latina, con il romanzo Rondò
- 2017 – Proposto al Premio Strega il romanzo E invece io[7]
- 2018 – Classifica dei migliori libri dell'anno de la Lettura, con il romanzo La rampicante[8]
- 2018 – Premio Nabokov, con il romanzo La rampicante[9]
- 2019 – Premio Zingarelli ("premio speciale della giuria"), con il romanzo La rampicante[10]
- 2019 – Proposto al Premio Strega il romanzo La rampicante[11]
- 2019 – Premio Etna Book, secondo classificato, con il romanzo La rampicante[12]
- 2019 – Premio Giovane Holden, con il romanzo La rampicante[13]
- 2021 – Premio presidenza di giuria Città di Cefalù, con il romanzo La bambina dagli occhi d'oliva[14]
- 2022 – Premio Alda Merini, con il romanzo La bambina dagli occhi d'oliva[15]
- 2022 – Menzione d'onore al premio Città di Grottammare Franco Loi, con il romanzo La bambina dagli occhi d'oliva[16]
- 2022 – Premio Città di Siena, con il romanzo La bambina dagli occhi d'oliva[17]
- 2022 – Selezione Premio Città di Como 2022, con il romanzo La bambina dagli occhi d'oliva[18]
- 2022 – Premio Città di Asti, secondo classificato, con il romanzo La bambina dagli occhi d'oliva[19]
- 2024 – Proposto al Premio Strega il romanzo Il gregge[20]
- 2024 - Premio Io sono capitale di Puglia[21] con il romanzo Il gregge
- 2025 - Premio Murazzi Torino, secondo classificato[22], con il romanzo Il gregge